# Кизилюртовский район
Кизилю́ртовский район (кум. Къызыл-юртлу якъ) - (до 1944 г. — Кумторкалинский район) — административно-территориальная единица и муниципальное образование (муниципальный район) в составе Дагестана Российской Федерации.
Административный центр — город Кизилюрт (в район не входит).

## География
Район расположен в центральной части равнинного Дагестана.
Граничит на западе с Хасавюртовским, на севере — с Бабаюртовским, на востоке — с Кумторкалинским, на юге — с Казбековским и Буйнакскими районами Дагестана. В юго-западной части проходит граница с городом республиканского значения Кизилюртом и с подчинённой ему территорией (городским округом города Кизилюрт).
Площадь района составляет 524 км².
На территории района имеются анклавы из ряда сёл, которые подчинены горному Хунзахскому району Дагестана.

## История
предыстория
Территория района расположена на историко-географической области Кумыкия.
До первой половины XVII вв. вся территория современного района 
входила в состав кумыкского феодального государства — Тарковское шамхальство со столицей в Тарки. С первой половины XVII вв. до первой половины XIX вв. северо-западная часть территории района вошла в состав новообразованного кумыкского ханства — Эндиреевское, кумыкским ханом Султан-Махмудом со столицей в Эндирее. Северо-восточная часть осталась в составе Тарковского шамхальства.
В 1860 году после упразднения Эндиреевского ханства, в тех же границах был основан Кумыкский округ в составе Терской области.
В 1869 году путём реорганизации Кумыкский округ был преобразован в Хасавюртовский округ, с одноимённым административным центром в составе Терской области.
современное время
22 июня 1921 года большая часть территории района вошла в состав новообразованного Махачкалинского района с административным центром в селении Тарки, позже Махачкалы.
29 марта 1935 г. после ликвидации Махачкалинского района, восточная часть территории будущего Кизилюртовского района вошла в состав до этого ликвидированного, вновь образованного Кумторкалинскому района с админ. центром в селении Коркмаскала.
5 июля 1944 года образован Кизилюртовский район, постановлением Президиума Верховного Совета ДАССР. Образован путём переименования Кумторкалинского района, переносом районного центра в с. Кизилюрт, с передачей Капчугайского и Экибулакского сельсоветов в состав Буйнакского района. Указом ПВС РСФСР от 1.02.1963 г. район ликвидирован, территория передана в состав Хасавюртовского сельского района. Восстановлен Указом от 30.12.1966 г. Указом ПВС ДССР от 18.09.1992 г. из восточной части района образован Кумторкалинский район.

## Население
| 1959    | 1970    | 1979    | 1989    | 2002    | 2010    | 2011    | 2012    | 2013    |
| ------- | ------- | ------- | ------- | ------- | ------- | ------- | ------- | ------- |
| 21 041  | ↗36 863 | ↗44 659 | ↗53 991 | ↗70 440 | ↘61 876 | ↗63 016 | ↗63 789 | ↗65 079 |
| 2014    | 2015    | 2016    | 2017    | 2018    | 2019    | 2020    | 2021    | 2023    |
| ↗66 585 | ↗67 871 | ↗68 966 | ↗70 039 | ↗70 929 | ↗71 694 | ↗72 281 | ↗74 747 | ↗76 020 |
| 2024    | 2025    |         |         |         |         |         |         |         |
| ↗76 783 | ↗77 655 |         |         |         |         |         |         |         |

Согласно прогнозу Минэкономразвития России, численность населения будет составлять:
- 2024 — 77,38 тыс. чел.
- 2035 — 90 тыс. чел.

### Национальный состав
По итогам Всероссийской переписи населения 2010 года (без города Кизилюрт):
| Народ        | Численность, чел. | Доля от всего населения, % |
| ------------ | ----------------- | -------------------------- |
| аварцы       | 51 599            | 83,39 %                    |
| кумыки       | 6 469             | 10,45 %                    |
| чеченцы      | 1 541             | 2,49 %                     |
| лакцы        | 908               | 1,47 %                     |
| даргинцы     | 326               | 0,53 %                     |
| русские      | 175               | 0,28 %                     |
| лезгины      | 140               | 0,23 %                     |
| другие       | 396               | 0,64 %                     |
| не указавшие | 322               | 0,52 %                     |
| Всего        | 61 876            | 100,00 %                   |

По данным Всероссийской переписи населения 2020-2021 года (без учёта города Кизилюрт) :
| Народ        | Численность, чел. | Доля от всего населения, % |
| ------------ | ----------------- | -------------------------- |
| аварцы       | 63 300            | 84,68 %                    |
| кумыки       | 7 671             | 10,26 %                    |
| чеченцы      | 1 547             | 2,07 %                     |
| лакцы        | 1 008             | 1,35 %                     |
| даргинцы     | 279               | 0,37 %                     |
| другие       | 739               | 0,99 %                     |
| не указавшие | 203               | 0,27 %                     |
| Всего        | 74 747            | 100,00 %                   |

## Территориальное устройство
Кизилюртовский район в рамках административно-территориального устройства включает сельсоветы и сёла.
В рамках организации местного самоуправления в одноимённый муниципальный район входят 13 муниципальных образований со статусом сельского поселения, которые соответствуют сельсоветам и сёлам.
| №  | Сельское поселение            | Административный центр | Количество населённых пунктов | Население (чел.) | Площадь (км²) |
| -- | ----------------------------- | ---------------------- | ----------------------------- | ---------------- | ------------- |
| 1  | село Акнада                   | село Акнада            | 1                             | ↘3865            | 8,20          |
| 2  | село Гельбах                  | село Гельбах           | 1                             | ↘1398            | 31,00         |
| 3  | сельсовет Зубутли-Миатлинский | село Зубутли-Миатли    | 2                             | ↗6519            | 37,82         |
| 4  | село Манапкала                | село Манапкала         | 1                             | ↗3359            | 8,63          |
| 5  | село Комсомольское            | село Комсомольское     | 1                             | ↗8613            | 7,75          |
| 6  | село Кульзеб                  | село Кульзеб           | 1                             | ↗2341            | 3,40          |
| 7  | село Миатли                   | село Миатли            | 1                             | ↗4937            | 18,92         |
| 8  | сельсовет Нечаевский          | село Нечаевка          | 2                             | ↗7321            | 12,47         |
| 9  | село Нижний Чирюрт            | село Нижний Чирюрт     | 1                             | ↗2084            | 3,37          |
| 10 | село Новый Чиркей             | село Новый Чиркей      | 1                             | ↗7708            | 26,82         |
| 11 | сельсовет Стальский           | село Стальское         | 2                             | ↗10 020          | 15,68         |
| 12 | село Султан-Янги-Юрт          | село Султан-Янги-Юрт   | 1                             | ↗10 043          | 8,27          |
| 13 | село Чонтаул                  | село Чонтаул           | 1                             | ↘7339            | 7,74          |

## Населённые пункты
В районе 16 сельских населённых пунктов:
| №  | Населённый пункт | Тип  | Население | Сельское поселение            |
| -- | ---------------- | ---- | --------- | ----------------------------- |
| 1  | Акнада           | село | ↗4075     | село Акнада                   |
| 2  | Гельбах          | село | ↗1425     | село Гельбах                  |
| 3  | Зубутли-Миатли   | село | ↗5215     | сельсовет Зубутли-Миатлинский |
| 4  | Кироваул         | село | ↗3595     | село Кироваул                 |
| 5  | Комсомольское    | село | ↗9052     | село Комсомольское            |
| 6  | Кульзеб          | село | ↗2394     | село Кульзеб                  |
| 7  | Мацеевка         | село | ↗678      | сельсовет Нечаевский          |
| 8  | Миатли           | село | ↗5042     | село Миатли                   |
| 9  | Нечаевка         | село | ↗6327     | сельсовет Нечаевский          |
| 10 | Нижний Чирюрт    | село | ↗2187     | село Нижний Чирюрт            |
| 11 | Новое Гадари     | село | ↗1146     | сельсовет Зубутли-Миатлинский |
| 12 | Новый Чиркей     | село | ↗7978     | село Новый Чиркей             |
| 13 | Стальское        | село | ↗6252     | сельсовет Стальский           |
| 14 | Султан-Янги-Юрт  | село | ↗10 445   | село Султан-Янги-Юрт          |
| 15 | Чонтаул          | село | ↗7602     | село Чонтаул                  |
| 16 | Шушановка        | село | ↗3442     | сельсовет Стальский           |

Кутаны
На территории Кизилюртовского района находятся отдалённые сёла-анклавы Акаро, Аркида и Хачта, которые относятся к горному Хунзахскому району.

### Упразднённые населённые пункты
- Шамшудиновка

## Комментарии
1. ↑  авар. Гъизилюрт мухъ, агул. Кизилюрт район, азерб. Qızılyurd rayonu, дарг. Къизилюртла къатI, кум. Къызыл-юртлу якъ, лак. Кизилюртал кIану, лезг. Кизилюрт район, ног. Кызылюрт район, рут. Кизилюрт район, таб. Кизилюрт район, татск. Кизилюрт район, цахур. Кизилюрт район, чечен. Кизилюртан кIошт.
2. ↑  Согласно конституции Дагестана, государственными языками на территории республики являются — русский, аварский, агульский, азербайджанский, даргинский, кумыкский, лакский, лезгинский, ногайский, рутульский, табасаранский, татский, цахурский и чеченский языки.
3. ↑  Под аварцами в данном случае следует понимать также и 13 андо-цезских народов и арчинцев, которые включены в состав аварцев[26].
4. ↑  Под аварцами в данном случае следует понимать также и 13 андо-цезских народов и арчинцев, которые включены в состав аварцев[26].